# Folifere
Folifere ou Fole-Fere est un village de la commune de Nganha situé dans la région de l'Adamaoua et le département de la Vina au Cameroun.

## Population
En 1967, Folifere comptait 117 habitants, principalement des Foulbe.
Lors du recensement de 2005, 568 personnes y ont été dénombrées.